# Rod Ellingworth
Rod Ellingworth (11 de agosto de 1972, Grantham, Lincolnshire) es un exciclista (de ruta y pista) y entrenador británico.
Fue ciclista profesional entre 1995 y 1997, representando a su país en diversos eventos internacionales.
Tras su retirada se incorporó como entrenador a la Federación Británica de Ciclismo. Fue entrenador de la Academia sub-23 británica localizada en la Toscana italiana, teniendo bajo sus órdenes a entre otros Mark Cavendish. Posteriormente se incorporó a la máxima división, convirtiéndose en uno de los principales entrenadores de los ciclistas profesionales dentro de la estructura organizativa dirigida por Dave Brailsford y su mano derecha Shane Sutton con sede en Mánchester. Desde 2008 es el entrenador de resistencia, con el objetivo de crear un equipo y un ciclista capaz de convertirse en campeón del mundo de ruta.
En 2010 Brailsford creó un nuevo equipo ciclista de ruta, el Sky Professional Cycling Team de categoría UCI ProTour. Al igual que Sutton y otros colaboradores, Ellingworth se incorporó al nuevo proyecto de Brailsford manteniendo su labor en la federación británica.

## Equipos
- Andronia (1995-1996)
  - Ambrosia/Dyna-Tech (1995)
  - Ambrosia (1996)
- UV Aube (1997)